# Karim Adeyemi
Karim David Adeyemi (* 18. Januar 2002 in München) ist ein deutscher Fußballspieler. Der Stürmer ist deutscher U-21 Nationalspieler und wurde 2021 U21-Europameister. Er steht seit der Saison 2022/23 bei Borussia Dortmund unter Vertrag.

## Karriere

### Vereine

#### Kindheit und Jugend
Adeyemi, Sohn eines Nigerianers und einer Rumänin, begann seine fußballerische Laufbahn beim Münchner Stadtteilverein TSV Forstenried, spielte im Laufe seiner Kindheit aber auch etwa Basket- oder Volleyball. In Forstenried waren der junge Karim und seine Mannschaftskollegen überwiegend auf Erd- oder Hartplätzen aktiv, im Winter verlagerte sich der Spiel- und Trainingsbetrieb in die Halle. Bei einem Hallenturnier wurden nach zweijähriger Vereinszugehörigkeit Scouts des FC Bayern München auf den Jungen aufmerksam und dieser wechselte im Alter von acht Jahren an dessen Nachwuchsakademie. In Stefan Weckerle, der Adeyemi zuerst betreute, fand Adeyemi einen Trainer, den er später als den Übungsleiter bezeichnete, der den größten Einfluss in Bezug auf seine fußballerische Entwicklung gehabt habe. Besonders die Freiheiten, die Weckerle seinem Spieler im offensiven Eins gegen Eins ließ, blieben diesem positiv im Gedächtnis. Wegen einer Disziplinlosigkeit kam es beim FC Bayern zum Streit und Adeyemi musste den Verein verlassen, sodass er 2012 zur SpVgg Unterhaching wechselte, für die auch seine Mutter tätig war. Zuvor war er wieder kurz beim TSV Forstenried aktiv und wurde auch von den Unterhachinger Beobachtern bei einem Turnier entdeckt. Später gab der Spieler selbst an, es hätte zwischen ihm und den Münchnern schlichtweg „nicht mehr gepasst“ und auch das Verhältnis zwischen den Vereinsverantwortlichen und seinen Eltern hätte sich verschlechtert. Nachdem er zuvor sämtliche Jugendabteilungen durchlaufen hatte, debütierte der Offensivspieler im März 2018 für die U19-Mannschaft in der A-Junioren-Bundesliga. Gerade während seiner Zeit bei der SpVgg litten die schulischen Leistungen des Jungen, der selbst ausführte, ein „sehr aktives Kind“ und „kein Typ, der stundenlang in der Schule hocken und aufpassen kann“, gewesen zu sein.

#### FC Red Bull Salzburg

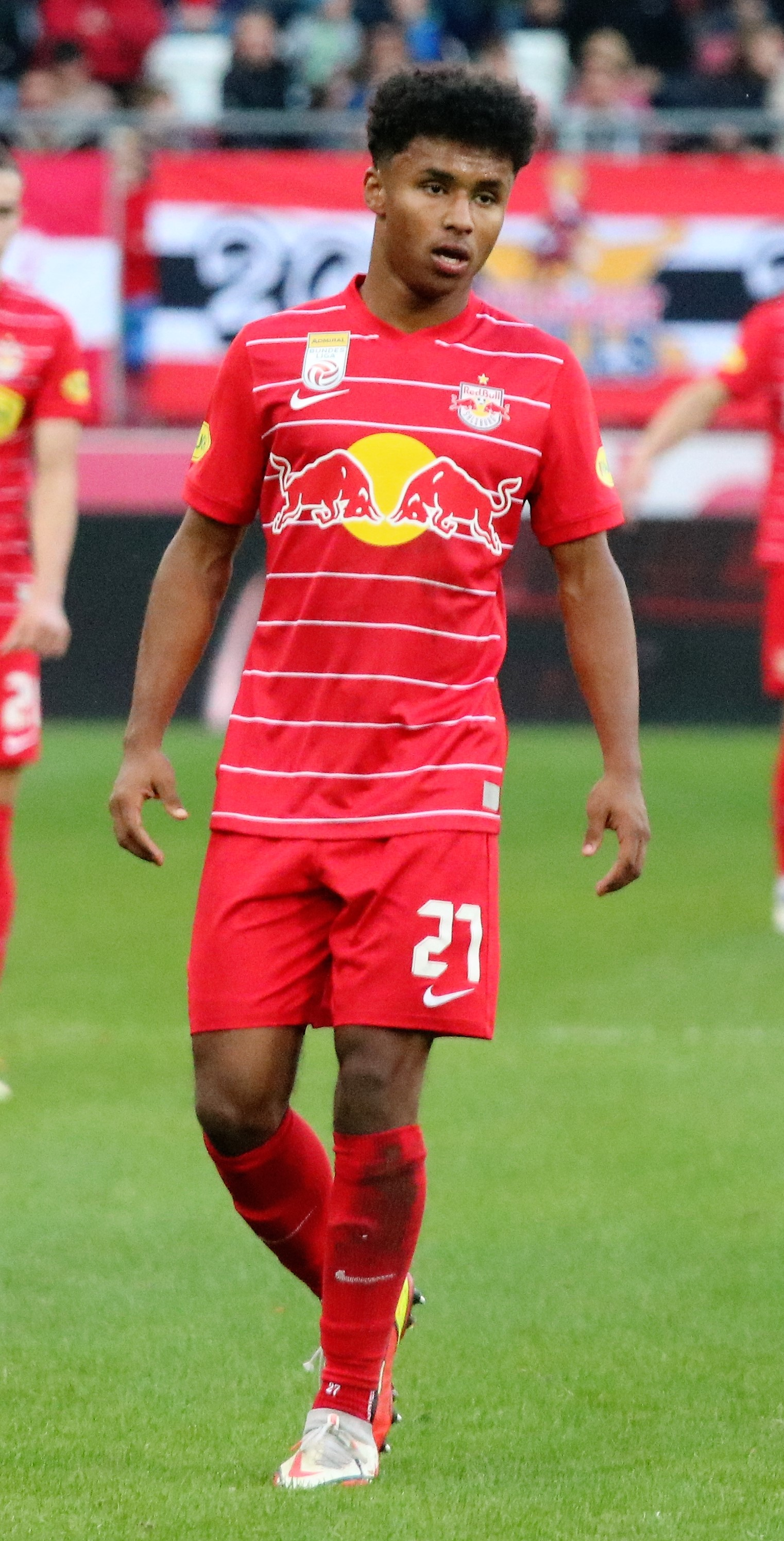
Karim Adeyemi im Trikot des FC Red Bull Salzburg (2021)

Zur Saison 2018/19 wechselte der 16-jährige Adeyemi zum FC Red Bull Salzburg, bei dem er einen bis Mai 2021 laufenden Vertrag erhielt, nachdem unter anderem der FC Chelsea Interesse bekundet haben soll. Die Ablösesumme soll 3 Mio. Euro betragen haben. In dieser Phase gelang es dem Jungen nicht, sein angestrebtes Ziel zu erreichen, und die Mittlere Reife zu erlangen. Bei Salzburg sollte der Stürmer zunächst für das Farmteam FC Liefering zum Einsatz kommen. Sein Einsatz verzögerte sich aber, da die Spielgenehmigung der FIFA erst Ende August 2018 eintraf. Sein Debüt für Liefering in der 2. Liga und somit im Herrenbereich gab Adeyemi am 1. September 2018, als er am sechsten Spieltag jener Saison gegen den SC Austria Lustenau in der Startelf stand. Durch den Einsatz wurde der Deutsche zum ersten Spieler des Jahrgangs 2002, der in der zweithöchsten österreichischen Spielklasse auf dem Feld stand. In seiner ersten Saison bei Liefering kam er als Stammspieler zu 20 Einsätzen, in denen er sechs Tore erzielte und vier vorbereitete. Im Verlauf der Hinrunde war Adeyemi als Mittelstürmer aktiv, zur Rückrunde verschob ihn Trainer Janusz Góra dann zugunsten des von einer Verletzung zurückgekehrten Alexander Schmidt auf den linken Flügel. In der Saison 2019/20 kam Adeyemi zusätzlich auch in neun von zehn Partien der U19 des FC Red Bull Salzburg in der UEFA Youth League zum Einsatz. Auf verschiedenen Offensivpositionen war der Jungspieler an zehn Treffern direkt beteiligt, beispielsweise sicherte er mit zwei Assists das 4:3 gegen Olympique Lyon im Viertelfinale des Wettbewerbs. Im Halbfinale war dann jedoch Schluss für den Spieler und sein Team gegen den späteren Turniersieger Real Madrid. Parallel hierzu folgten erste Spiele für das Salzburger Bundesligateam, mit dem Adeyemi in der Liga zehn Spiele in Folge ungeschlagen blieb und den Landesmeistertitel holte. Bereits bei seinem ersten Einsatz, einem 1:4 im Frankfurter Waldstadion, feierte der Stürmer vor 50.000 Zuschauern sein Debüt in der UEFA Europa League. Verdient hatte sich der Angreifer diese Chance, nachdem er aufgrund einer deutlichen Leistungssteigerung für Liefering mithilfe seiner Torbeteiligungen mehrere Spiele entschied und so mithalf, den Verein aus den unteren Tabellenregionen zu befördern. Beispielsweise verdiente sich Adeyemi gegen BW Linz zweimal drei Scorerpunkte oder sicherte mit zwei Toren ein 2:2 gegen Wacker Innsbruck.
Im Januar 2020 wurde sein Vertrag in Salzburg bis Juni 2024 verlängert. Adeyemi sollte weiterhin Kooperationsspieler beim FC Liefering bleiben, aber zeitgleich mit dem FC Red Bull Salzburg unter Trainer Jesse Marsch trainieren. So wurde der Stürmer im Saisonverlauf lediglich einmal in der zweiten Liga eingesetzt und spielte ansonsten regelmäßig für RB Salzburg. Seine bis dahin statistisch beste Leistung als Profi gelang ihm, als er beim 8:2 gegen den späteren Absteiger SKN St. Pölten ein Tor schoss und vier weitere vorbereitete. Später gelangen dem jungen Spieler, der zwischen der Startelf und der Bank hin- und herpendelte, noch zwei „Doppelpacks“ und erneut gewann er mit seiner Mannschaft das nationale „Double“ aus Meisterschaft und Pokal. Marsch schickte seinen Schützling überwiegend als Teil einer Doppelspitze, die dieser mit Mërgim Berisha oder Patson Daka bildete, auf den Platz.
In der Saison 2021/22 gelang dem Angreifer schließlich der Durchbruch in der Bundesliga, mit 19 Treffern in 29 Saisoneinsätzen wurde er mit zwei Treffern Vorsprung auf den albanischen Nationalspieler Giacomo Vrioni Torschützenkönig. Auch in der UEFA Champions League traf er in der Gruppenphase dreimal und trug somit dazu bei, dass die Salzburger erstmals das Achtelfinale der Champions League erreichten. National holte er mit Red Bull erneut das „Double“.

#### Borussia Dortmund
Zur Saison 2022/23 kehrte Adeyemi nach Deutschland zurück und wechselte in die Bundesliga zu Borussia Dortmund. Er unterschrieb beim Vizemeister einen langfristigen Vertrag bis zum 30. Juni 2027. Am 1. Spieltag bereitete der Angreifer das 1:0 durch Kapitän Marco Reus vor, das letztendlich der Endstand gegen Bayer 04 Leverkusen sein sollte. Nach 23 Minuten musste Adeyemi aber aufgrund einer Fußverletzung ausgewechselt werden und verpasste infolgedessen fünf Pflichtspiele. Bis auf einen Assist und zwei Tore konnte sich der Neuzugang an keinem weiteren Treffer direkt beteiligen. Im Verlauf der Rückrunde schied der Stürmer mit dem BVB im Achtelfinale der Champions League gegen den FC Chelsea aus, im Hinspiel erzielte er das einzige Tor des Spiels. Im Pokal war für Dortmund im Viertelfinale Schluss, Adeyemi stand in der Partie gegen RB Leipzig nicht einmal im Kader, nachdem er bereits das Achtelfinale nach einer Rotsperre verpasst hatte. Mit einer Ausnahme (ein 2:4 gegen den amtierenden Meister Bayern München) blieb Adeyemi mit dem BVB in der Rückrunde in der Bundesliga ungeschlagen und konnte mit ihm zweimal die Tabellenspitze erklimmen. Bis zum 32. Spieltag schoss der 21-Jährige, der sich als Gegenpart zu Julian Brandt oder Donyell Malen auf Rechts einen Stammplatz auf der linken Außenbahn erarbeitete, sechs Tore (einmal traf er doppelt) und leistete vier Torvorlagen. Zu diesem Zeitpunkt war Borussia Dortmund mit 48 Toren die Mannschaft mit den meisten Treffern in den „Top-5-Ligen“ Europas im Kalenderjahr 2023. Mit 64 Minuten, die er für eine Torbeteiligung durchschnittlich benötigte, war hingegen Adeyemi der effizienteste aller Spieler dieser fünf Ligen mit mindestens 500 Einsatzminuten. Die Meisterschaft gab er am letzten Spieltag mit dem BVB nach einem 2:2-Unentschieden gegen den 1. FSV Mainz 05 aus der Hand.
In der Folgesaison 2023/24 erreichte er mit Dortmund den fünften Platz in der Bundesliga sowie das Champions-League-Finale, das gegen Real Madrid verloren ging.
Am 2. Spieltag der Champions League 2024/25 schoss Adeyemi beim 7:1-Sieg gegen Celtic Glasgow seinen ersten Dreierpack für den BVB. Alle drei seiner Tore schoss er in traumhafter Manier in der ersten Halbzeit. Zur zweiten Hälfte wurde er verletzungsbedingt ausgewechselt. Mit drei Toren und einem herausgeholten Elfmeter wurde Adeyemi zum Mann des Spiels erklärt. Ebenso wurde er mit seinem Dreierpack der dritte Spieler jemals - nach Robert Lewandowski und Pierre-Emerick Aubameyang - dem das für den BVB in der Champions League gelang.

### Nationalmannschaft
Adeyemi spielte im Februar 2018 gegen die Niederlande erstmals für die deutsche U16-Nationalmannschaft. Im März 2018 erzielte er bei einer 4:2-Niederlage gegen Italien seinen ersten Treffer für eine deutsche Auswahl.
Im August 2018 wurde er erstmals in den Kader der U17-Mannschaft berufen. Sein Debüt gab er im selben Monat gegen die Niederlande. Mit der deutschen U17-Auswahl nahm er 2019 an der EM teil, bei der man als Dritter der Gruppe D in der Vorrunde ausschied. Adeyemi kam während des Turniers zu zwei Einsätzen, in denen er eines der vier Turniertore der Deutschen erzielte.
Nachdem die Vorrunde der U21-Europameisterschaft 2021 im März 2021 noch ohne Adeyemi stattgefunden hatte, nominierte ihn Stefan Kuntz für die ab Ende Mai 2021 stattfindende Finalrunde. Beim Viertelfinalsieg gegen Dänemark debütierte der 19-Jährige in der U21-Nationalmannschaft, als er im Laufe der zweiten Halbzeit eingewechselt wurde. Adeyemi wurde auch im Halbfinale sowie Finale eingewechselt und wurde U21-Europameister.
Ende August 2021 wurde Adeyemi vom neuen Bundestrainer Hansi Flick für die im September stattfindenden Qualifikationsspiele zur Weltmeisterschaft 2022 erstmals in die A-Nationalmannschaft berufen. Dabei kam er am 5. September im Heimspiel gegen Armenien in Stuttgart zu seinem ersten Einsatz, als er in der 72. Spielminute für Serge Gnabry eingewechselt wurde. In der ersten Minute der Nachspielzeit erzielte er seinen ersten Länderspieltreffer zum 6:0-Sieg. Mit seinem Einsatz gegen Armenien ist Adeyemi der erste Spieler in der Nachkriegszeit, der als Legionär eines österreichischen Vereins in der deutschen A-Nationalmannschaft zum Einsatz kam. Er ist zudem der jüngste Spieler, der sein erstes Tor in einem Pflichtspiel erzielte.
Im November 2022 wurde Adeyemi von Bundestrainer Hansi Flick in den Kader für die WM in Katar berufen. Er hatte hier auf den Flügeln das Nachsehen gegenüber Jamal Musiala, Serge Gnabry, Leroy Sané und Jonas Hofmann und blieb ohne Einsatz für Deutschland, das nach der Gruppenphase ausschied.
Am 4. September der Saison 2024/25 traf Adeyemi bei der U-21-EM-Qualifikation für die deutsche U-21 Nationalmannschaft beim 5:1-Sieg gegen Israel doppelt. Nur 6 Tage später traf er beim 10:1-Sieg gegen Estland sogar dreifach. Somit erzielte er 5 Tore während einer Länderspielpause für die U-21 was noch keinem deutschen U-21 Spieler zuvor gelang.

## Titel und Erfolge

### Red Bull Salzburg
- Österreichischer Meister: 2020, 2021, 2022
- Österreichischer Pokalsieger: 2020, 2021, 2022

### Borussia Dortmund
- Champions-League-Finalist: 2024

### Nationalmannschaft
- U21-Europameister: 2021

### Individuelle Erfolge
- Nominierung für die Kopa-Trophäe: 2022 (9. Platz)
- Träger der Fritz-Walter-Medaille: 2019 in Gold (U17), 2021 in Gold (U19)
- Torschützenkönig der österreichischen Bundesliga: 2022
- Rookie des Monats der Fußball-Bundesliga: Januar 2023
- Rookie der Saison der Fußball-Bundesliga: 2022/23

## Privates
Seit Dezember 2022 ist Adeyemi mit der Rapperin Loredana liiert, im Oktober 2024 heiratete das Paar.